# Catedral del Sagrado Corazón (Wellington)
La Catedral del Sagrado Corazón (en inglés: Sacred Heart Cathedral, oficialmente "Catedral Metropolitana del Sagrado Corazón y de Santa María, su Madre") es una catedral católica en Hill Street, Thorndon en Wellington, Nueva Zelanda. Es la catedral del arzobispo de Wellington. La iglesia fue conocida popularmente como "la basílica", debido a su estilo arquitectónico (aunque no ha sido declarada basílica menor por la Santa Sede), antes de que fuera designada como la catedral de Wellington en 1983. Es la catedral de la arquidiócesis de Wellington.